# دون بال
دون بال (بالإنجليزية: Don Ball) (14 يونيو 1962 في المملكة المتحدة - ) هو لاعب كرة قدم بريطاني في مركز الدفاع. لعب مع بيشوب أوكلاند ‏ ودارلينجتون إف سى.